# The Congos
Pour les articles homonymes, voir Congo.

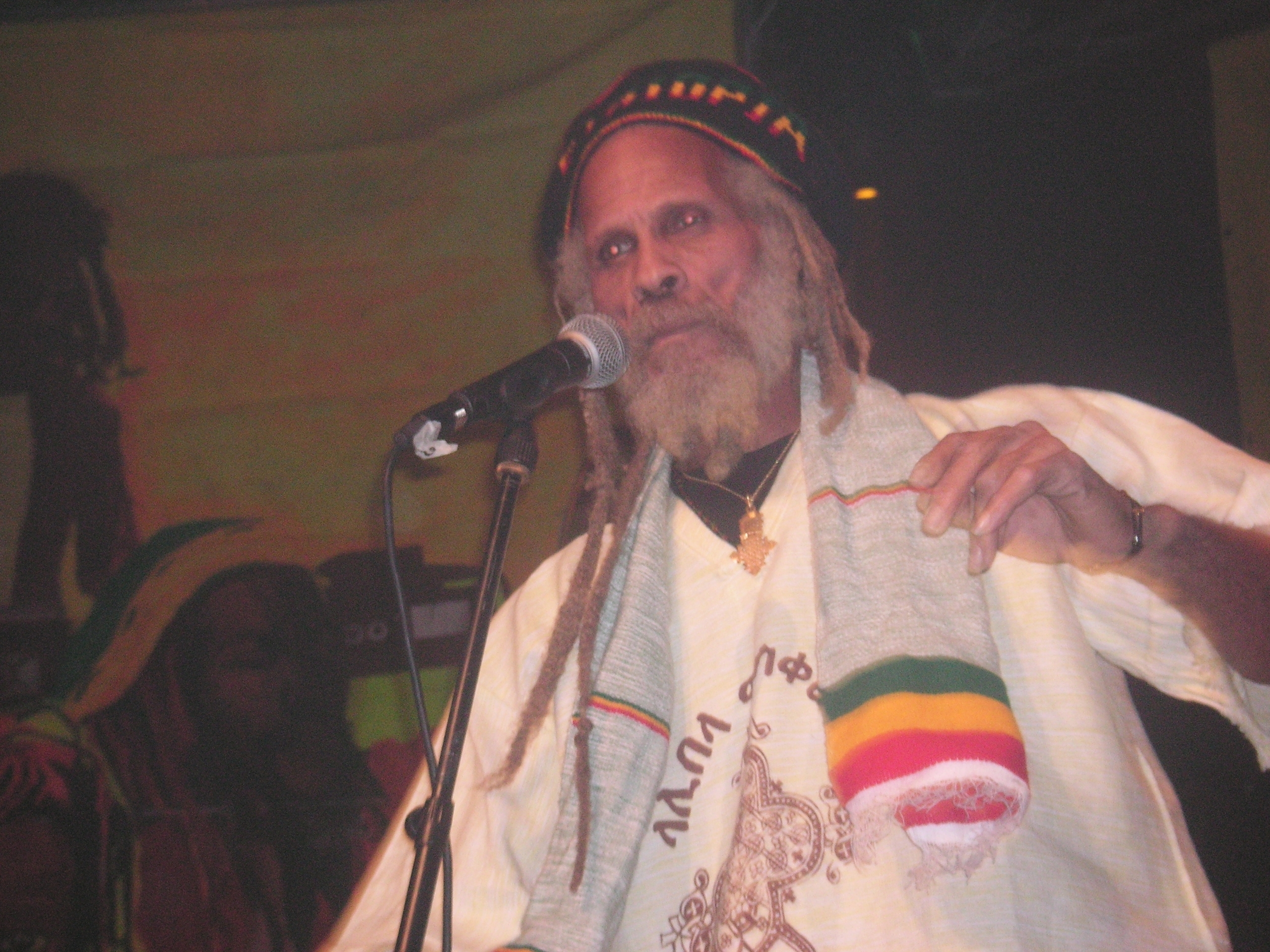
Cedric Myton, des Congos, en concert en 2006.

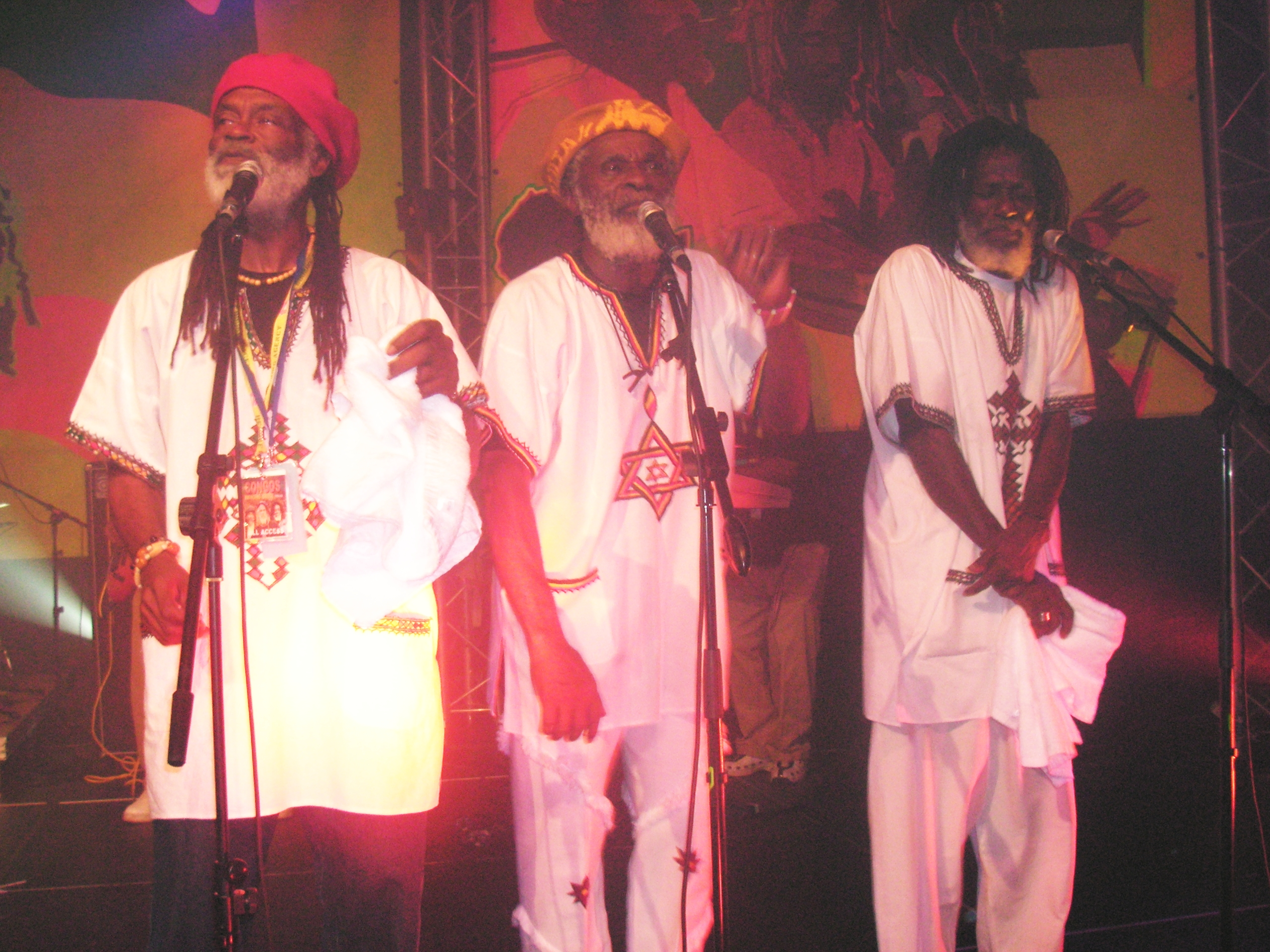
Watty Burnett, Kenroy Fyffe et Roy « Ashanti » Johnson, des Congos, en concert en 2006.

The Congos est un groupe de reggae jamaïcain formé dans la deuxième moitié des années 1970 par Cedric Myton et Roydel Johnson à la suite d'une rencontre dans une grounation. Ce groupe est considéré comme une « démonstration parfaite des techniques vocales du chant jamaïcain », en particulier avec l'album Heart of the Congos (1977).

## Histoire
Le groupe s'est créé en 1975 ou 1977, avec les chanteurs Cedric Myton et Roydel Johnson (alias Congo Ashanti Roy). Repéré par le producteur Lee Perry, le duo commence les enregistrements, mais Perry trouve qu'il manque quelque chose au niveau vocal ; il leur présente alors le chanteur baryton Watty Burnett afin de compléter le duo basse-ténor,. Le résultat leur convient et Lee Perry, dans son studio Black Ark (à Kingston), signe alors l'album que l'on surnommera plus tard le « joyau noir ». Le groupe est fort et l'album terminé, mais ni l'un ni l'autre n'a encore de nom. En référence au titre  « Congoman », plein de spiritualité rasta, Lee Perry donne son nom au trio : The Congos. Ainsi, dans un élan de créativité typique de Lee Perry, l'album porte finalement le titre de Heart of the Congos. 
Le groupe sort deux ans plus tard l'album Congo Ashanti. Roydel Johnson quitte alors le groupe pour une carrière solo en Angleterre. The Congos, séparé de Roy Johnson, sort encore deux albums avant de se séparer. Cedric Myton et Watty Burnett se retrouvent à la fin des années 1990, mais il faudra attendre 2006 et la sortie de l'album Swinging Bridge pour revoir enfin le groupe au complet. L'année 2009 marque le retour en force pour The Congos et Lee Scratch Perry avec l'enregistrement de l'album Back in the Black Ark au Mixing Lab Studio.
Dans les années 2010, Cedric Myton participe aux albums du collectif Inna de Yard. De son côté, Ashanti Roy collabore avec le groupe belge Pura Vida. C'est avec ces derniers que le groupe The Congos au complet publie un album en 2018.
En 2019, Cedric Myton apparaît dans le documentaire Inna de Yard: The Soul of Jamaica de Peter Webber.

## Discographie
- 1977 - Heart of the Congos - Black Art (réédité en 1996 par Blood & Fire)
- 1979 - Congo Ashanti  - CBS (réédité en 2003)
- 1979 - Image Of Africa - CBS
- 1981 - Face the music - Arista
- 1997 - Natty Dread Rise Again - Ras
- 1999 - Revival - VP
- 2000 - Live at Maritime Hall: San Francisco - 2B1
- 2005 - Give Them the Rights - Young Tree
- 2006 - Cock Mouth Kill Cock - Explorer (réédité la même année par Kingston Sounds sous le nom de Feast)
- 2006 - Fisherman Style - Blood & Fire - Un « one riddim album » sur le riddim du titre Fisherman
- 2006 - Swinging Bridge - Mediacom
- 2009 - Back in the Black Ark - Musicast l’autrepro
- 2011 -  We Nah Give Up (Pura Vida And The Congos)